# 사수로
사수로(Sasu-ro)는 경상북도 칠곡군 지천면 하납실과 대구광역시 북구 팔달동 매천대교 북단을 잇는 도로이다. 대구광역시 구간은 대구광역시도 제72호선의 일부이다. 도로 이름은 이 도로가 넘는 사수재 고개에서 따온 것이다.

## 연혁
- 2010년 12월 28일 : 2개 이상 시·도에 걸쳐 있는 도로로 사수로를 고시[1]

## 주요 경유지
경상북도
- 칠곡군 지천면

대구광역시
- 북구